# Condizionata
Condizionata è un termine che si usa per indicare una categoria di gare di corse al galoppo.
Le condizionate, sono in genere gare di media importanza, a cui vi partecipano soggetti di discreto livello.
Una gara è detta condizionata, perché l'ammissione alla corsa di un cavallo è "condizionata" da norme inserite nella " proposizione di corsa ".
Ad esempio, un cavallo non deve aver accumulato una certa somma  entro un determinato periodo, oppure non deve aver vinto un determinato premio.
Differenti sono anche le norme per l'attribuzione dei pesi, definite di volta in volta nella proposizione di corsa stessa, che fanno riferimento a tabelle di peso particolari e predefinite; a differenza delle corse Handicap dove l'attribuzione è fatta da un periziatore esterno.

Nella proposizione di corsa e nell'attribuire i pesi viene indicato con "premio vinto" l'importo totale per aver vinto una gara, e con "somma vinta" l'importo per avere vinto o per essersi piazzato in una o più gare.

## Esempio di "Proposizione di corsa"
GARA EFFETTUATA IL 7 MAGGIO 2006 ALL'IPPODROMO LE CAPANNELLE, ROMA
(tra parentesi alcune note di spiegazione)
(Data di scadenza delle iscrizioni, data in cui si effettuerà la corsa)
PRIMO SEMESTRE 2006
Chiusura delle iscrizioni giovedì 27 aprile: ore 12.
Quarantanovesimo giorno - domenica 7 maggio 2006
(le condizioni per essere ammessi, tra parentesi l'importo complessivo del montepremi e categoria della corsa)
PREMIO SECRETARIAT (Condizionata 27 500 €) 
per cavalli di 4 anni ed oltre che:
- non abbiano vinto dal 7 maggio 2005 una corsa di gruppo 1 o dal 7 marzo un premio di 21 250 €.
- o una Pattern di gruppo 2 o 3
- o dal 7 aprile una Listed o un premio di 10 625 €.

(lunghezza della gara, percorso da effettuare, tipo di pista)
Metri 1 500 circa, pista all weather
(Attribuzione dei Pesi)
Peso kg 55. 
(peso base di partenza)
Sopraccarico: 
(maggiorazioni di peso, kg da attribuire in più)
- kg 1

ai vincitori dal 7 dicembre della somma di 17 500 € o 
dal 7 febbraio al 6 aprile di un premio di 6375 €
- kg 2

ai vincitori della somma di
25 000 € o dal 7 aprile di un premio di 6375 €
- kg 3½

ai vincitori della somma di 30 000 € o dal 7 aprile di un premio di 8500 €;
- kg 4½

ai vincitori della somma di 37 500 € o dal 7 marzo
di un premio di 10 625 €
Discarico:
(vantaggio di peso, kg da attribuire in meno)
- kg 2

ai cavalli non vincitori dal 7
dicembre di una corsa. 

## Risultato della corsa
PREMIO SECRETARIAT
ORE 14:45, CONDIZIONATA, ALL WEATHER, 27 500 €
(posizione di arrivo, numero di gara, nome cavallo, peso)
- I 4 - POLYDORS - 56 kg
- II 3 - PEPPONE - 53 kg
- III 2 - DOMIZIANO - 56 kg
- IV 1 - MISTER PENNEKAMP - 59½ kg